# Салвадоника (Комо)
Салвадоника је насеље у Италији у округу Комо, региону Ломбардија.
Према процени из 2011. у насељу је живело 292 становника. Насеље се налази на надморској висини од 453 м.